# Ramón Estarelles Úbeda
Ramón Estarelles Úbeda (València, 1904) fou un artista i polític valencià.
Va cursar estudis en el Conservatori de Música, treballant amb posterioritat en el món del teatre i l'espectacle. Això el portaria a actuar en països com França, Mèxic, Filipines, etc. Va ingressar al Partit Comunista d'Espanya (PCE) en 1934. Després de l'esclat de la Guerra civil va passar a formar part del comissariat polític de l'Exèrcit Popular de la República. En aquesta qualitat exerciria com a comissari de la 213a Brigada Mixta i de la 72a Divisió.
Amb la derrota republicana va haver d'abandonar Espanya i marxar a l'exili, instal·lant-se en la Unió Soviètica. Allí va treballar en la Filharmònica de Moscou. Durant la Segona Guerra Mundial va ser voluntari a l'Exèrcit Roig, formant part de la brigada artística dels fronts; seria condecorat amb la medalla al treball.
Després de la contesa va tornar a treballar en la filharmònica i va contreure matrimoni amb la malaguenya Francisca Gómez Ruiz, també exiliada a la URSS.